# Longicella luctifera
Longicella luctifera là một loài bướm đêm trong họ Noctuidae.